# National Express Group

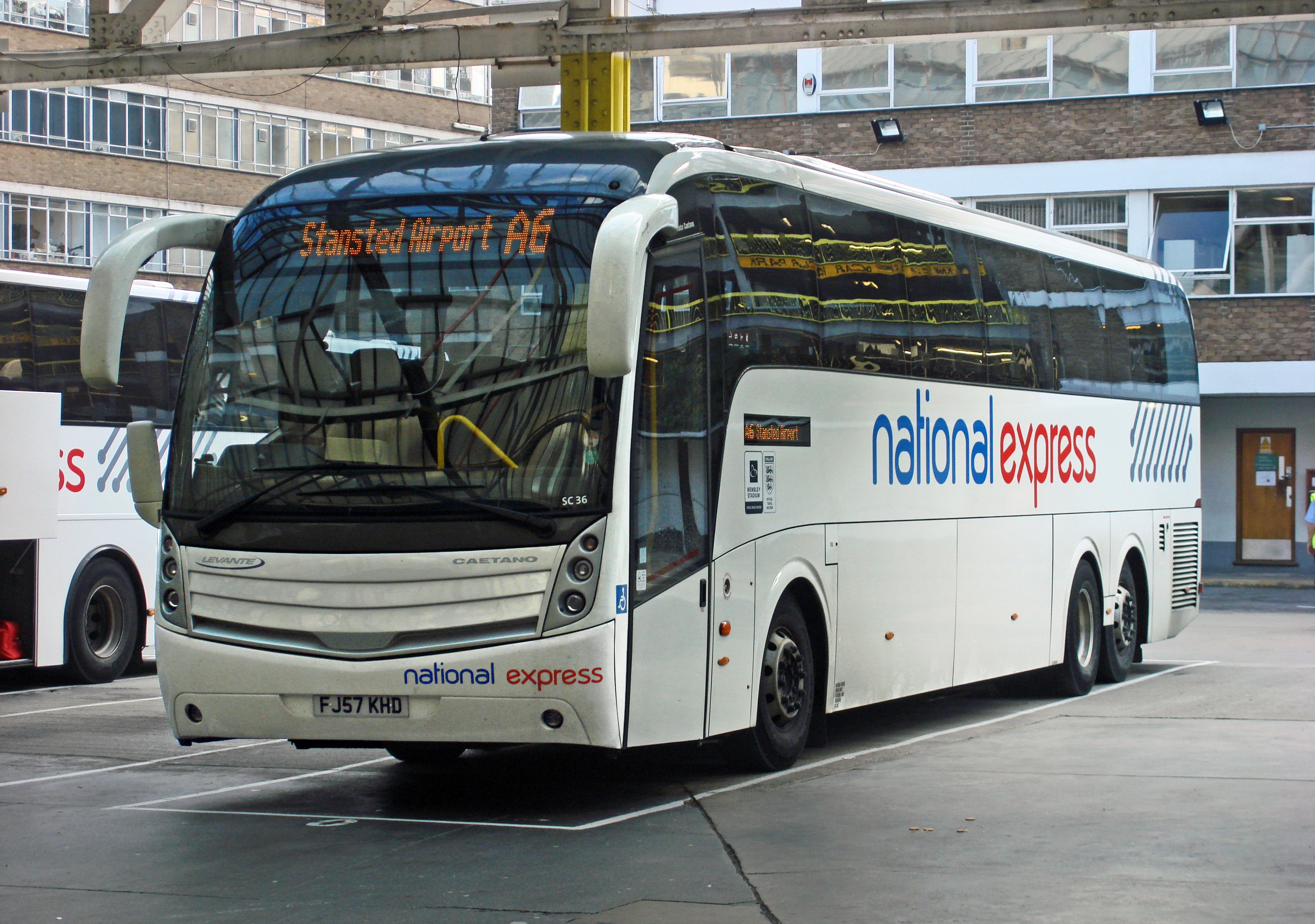
Autokar Caetano Levante należący do National Express Coaches

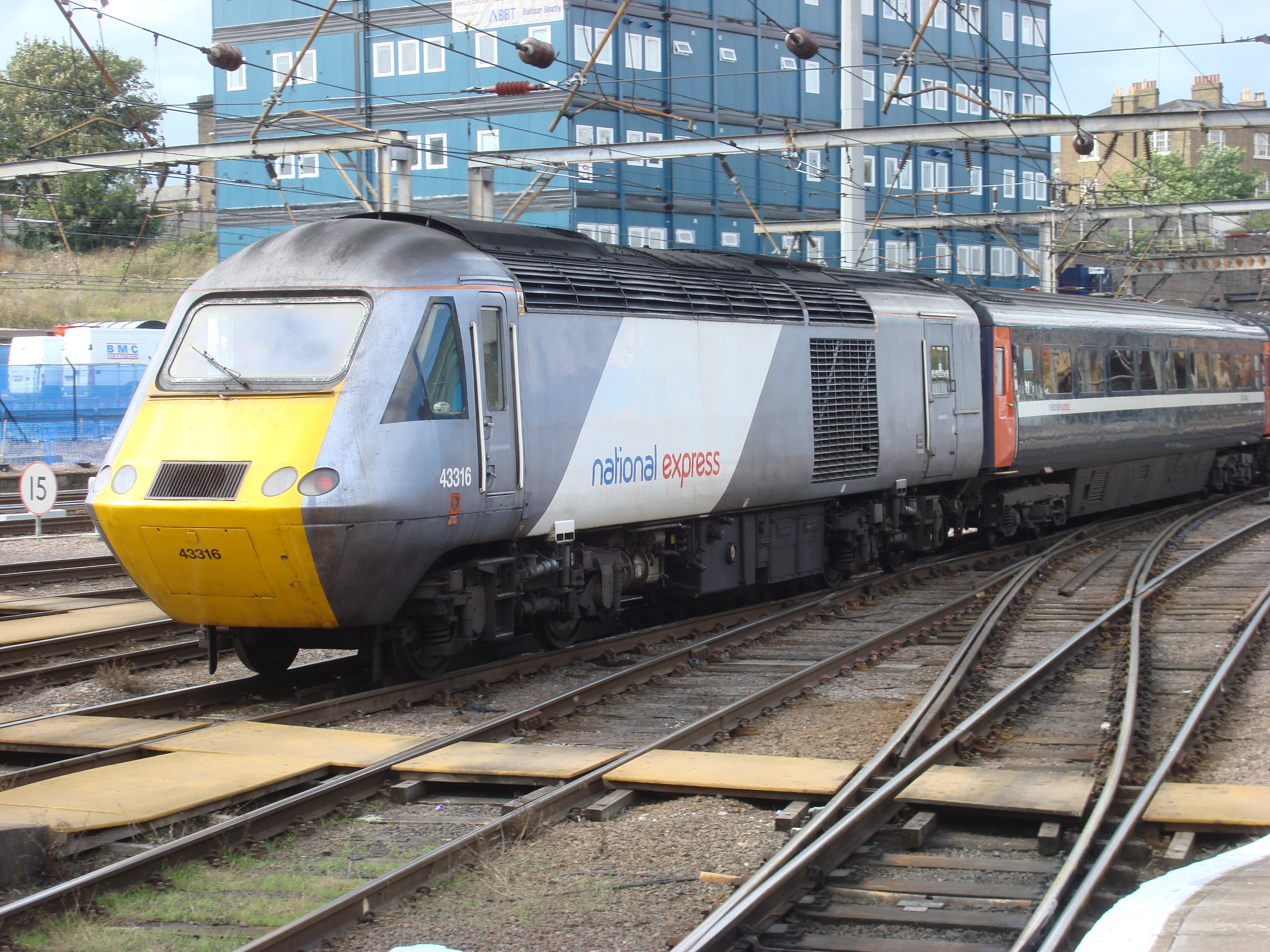
Pociąg British Rail Class 43 należący do National Express East Coast

National Express Group PLC – brytyjskie przedsiębiorstwo branży transportowej, zajmujące się drogowym i kolejowym przewozami pasażerskim, działające na terenie Wielkiej Brytanii oraz kontynentalnej Europy, Maroka, Stanów Zjednoczonych i Kanady.
Przedsiębiorstwo zostało założone w 1992 roku, marka National Express natomiast w 1974 roku, będąc wówczas własnością National Bus Company. Spółka jest notowana na Londyńskiej Giełdzie Papierów Wartościowych, jej siedziba mieści się w Birmingham.

## Struktura
W skład National Express Group wchodzi szereg spółek odpowiedzialnych za poszczególne usługi świadczone przez przedsiębiorstwo:
- National Express Coaches – międzymiastowe przewozy autokarowe na terenie Anglii, Szkocji i Walii.
- Eurolines (UK) – przewozy autokarowe pomiędzy Wielką Brytanią a innymi krajami europejskimi, realizowane w ramach międzynarodowego zrzeszenia Eurolines.
- The Kings Ferry – lokalne przewozy autokarowe na terenie hrabstwa Kent oraz wynajem autokarów.
- National Express Dundee, National Express West Midlands, National Express Coventry – miejskie i podmiejskie przewozy autobusowe na terenie Dundee oraz aglomeracji Birmingham-Wolverhampton-Coventry.
- Midland Metro – szybki tramwaj pomiędzy Birmingham a Wolverhampton.
- c2c – przewozy kolejowe na terenie Londynu i południowej części hrabstwa Essex.
- ALSA – miejskie i międzymiastowe przewozy autokarowe na terenie Hiszpanii oraz międzynarodowe do innych krajów europejskich i Maroka.
- Durham School Services, Petermann – przewozy szkolne na terenie Stanów Zjednoczonych.
- Stock Transportation – przewozy szkolne na terenie Kanady.

Dawniej w skład grupy wchodziły także:
- Scottish Citylink – przewozy autokarowe na terenie Szkocji (sprzedane w 1997 roku)[1].
- Travel London – przewozy autobusowe na terenie Londynu (sprzedane spółce Abellio w 2009 roku)[2].
- Central Trains – przewozy kolejowe na terenie środkowej i wschodniej Anglii i wschodniej Walii (1997-2007).
- Gatwick Express – przewozy kolejowe pomiędzy lotniskiem Gatwick a centrum Londynu (1996-2008).
- Midland Mainline – przewozy kolejowe na terenie wschodniej Anglii (1996-2007).
- National Express East Anglia – przewozy kolejowe na terenie wschodniej Anglii (2004-2012).
- National Express East Coast – przewozy kolejowe na terenie wschodniej Anglii i Szkocji (2006-2009).
- ScotRail – przewozy kolejowe na terenie Szkocji (1997-2004).
- Silverlink – przewozy kolejowe na terenie Londynu i środkowej Anglii (1997-2007).
- Wales and Borders – przewozy kolejowe na terenie południowej i środkowej Walii (2001-2003).
- Wessex Trains – przewozy kolejowe na terenie południowo-zachodniej Anglii i południowej Walii (2001-2006).
- West Anglia Great Northern – przewozy kolejowe na terenie Londynu i wschodniej Anglii (2000-2006).